# Enzo Dell'Aquila
Enzo Dell'Aquila, né en 1935 à Naples (Campanie), est un réalisateur et scénariste italien.
Il est parfois connu sous le pseudo Vincent Eagle, particulièrement dans ses westerns.

## Biographie
Après avoir obtenu son diplôme du Centro sperimentale di cinematografia, où il a étudié avec Fernando Di Leo et réalisé le court-métrage Un cuore per odiarvi, Dell'Aquila a mis en scène en 1963 un épisode de la comédie à sketches Gli eroi di ieri, oggi, domani et s'est ensuite principalement consacré à l'écriture de scénarios. Jusqu'en 1969, il écrit surtout des scénarios de westerns spaghetti ; l'une de ses deux réalisations indépendantes relève également de ce genre en 1967. Au début des années 1970, Dell'Aquila passe à la télévision, où il est notamment responsable de l'émission L'altra domenica. En 1981, il met en scène Rosso Tiziano pour la Rai.

## Filmographie

### Réalisateur
- 1964 : Gli eroi di ieri, oggi, domani, coréalisé avec Sergio Tau, Frans Weisz et Fernando Di Leo, segment Un posto in paradiso
- 1967 : Il ragazzo che sapeva amare (it)
- 1968 : La Loi des colts (E venne il tempo di uccidere)

### Scénariste
- 1964 : Gli eroi di ieri, oggi, domani d'Enzo Dell'Aquila, Sergio Tau, Frans Weisz et Fernando Di Leo
- 1966 : Sept Écossais du Texas (Sette pistole per i MacGregor) de Franco Giraldi
- 1967 : Sept Écossais explosent (Sette donne per i MacGregor) de Franco Giraldi
- 1967 : Professionnels pour un massacre (Professionisti per un massacro) de Nando Cicero
- 1967 : L'Or du shérif (Uno sceriffo tutto d'oro) d'Osvaldo Civirani
- 1968 : Roses rouges pour le Führer (Rose rosse per il fuehrer) de Fernando Di Leo
- 1969 : Amarsi male de Fernando Di Leo
- 1975 : Ursula l'anti-gang (Colpo in canna) de Fernando Di Leo
- 1968 : Jusqu'à la dernière goutte de sang (All'ultimo sangue) de Paolo Moffa
- 1969 : Le Fossoyeur (Sono Sartana, il vostro becchino) de Giuliano Carnimeo